# Cercocebus galeritus
Cercocebus galeritus é uma espécie de macaco do Velho Mundo, que corre sério risco de extinção. Alguns autores incluem os taxa agilis e sanjei como subespécies, enquanto outros os consideram como espécies separadas.
É endêmico de florestas ribeirinhas ao longo do baixo rio Tana e sudeste Quênia. É ameaçado pela perda do habitat e degradação, que aumento em tempos recentes. a espécie era, junto com o igualmente ameaçado Procolobus rufomitratus, a principal razão para a criação da Reserva do Rio Tana em 1978, Mas a invasão humana na reserva ainda continua.

## Distribuição geográfica e habitat
Ocorre no sudeste do Quênia, ao longo do rio Tana. É encontrado em 27 fragmentos d efloresta ao longo de 60 km.